# Der Traumstein
Der Traumstein (Originaltitel: The Dream Stone) ist eine englische Zeichentrickserie aus den Jahren 1990 bis 1995. In Deutschland wurde sie seit 1992 ausgestrahlt. Die Serie besteht aus vier Staffeln mit jeweils 13 je 25 Minuten langen Folgen. Während die erste Staffel von Südwest 3 ausgestrahlt worden ist, wurden die folgenden drei Staffeln vom Privatsender RTL II mit teilweise anderen Synchronsprechern gesendet.

## Handlung
Irgendwo im All zieht der Traumplanet seine Bahnen. Auf seiner Tagseite lebt der alte Traummacher und seine beiden Helfer Rufus und Amberley, beide aus dem Volk der Noops. Als Art Wachhund fungiert der fliegende Fisch Albert. Schutz ist nötig, denn immerhin gilt es den Traumstein zu bewahren, der allen Lebewesen die schönen Träume schenkt. Wo Licht ist, da ist auch Schatten. Und der lebt in Wilding auf der Nachtseite des Planeten in Gestalt des mächtigen und bösen Drachen Zordrak. Ihm genügt es nicht, der Herr der Alpträume zu sein, sondern er will den Traumstein in seine Macht bekommen, um so über alle Träume herrschen zu können. Seine Schergen sind das Volk der Urpneys, angeführt vom treuen, aber ziemlich beschränkten Sergeant Blob.

## Charaktere

### Das Land der Träume
- Traummacher – Der Traummacher ist ein alter Mensch, der in seinem Turm inmitten der Noop-Stadt lebt. Allabendlich sendet er mit dem Traumstein gute Träume in alle Welt. Ab der zweiten Staffel wird er in der deutschen Übersetzung auch als Vater der Träume bezeichnet.
- Rufus – Rufus ist ein Noop und der Gehilfe des Traummachers. Zu seinen Aufgaben gehört es, die alten Traumflaschen zu säubern und den Traumstein zu bewachen. Letzteres gelingt ihm nicht immer.
- Amberley – Amberley ist Rufus’ taffe Noop-Freundin. Auch sie steht in den Diensten des Traummachers.
- Albert – Albert ist ein Wachhundfisch, den der Traummacher selbst geschaffen hat, indem er ihn aus einem seiner Träume geholt hatte.
- Mr. Blossom – Mr. Blossom ist der oftmals mürrische und pessimistische Gärtner des Traummachers. Er setzt häufig seine Gartengeräte gegen die Angriffe der Urpneys ein.
- Pildit – Pildit gehört zur Rasse der Woods, denen es möglich ist, mit magischen Traumflaschen-Baumblättern zu fliegen. Pildit ist der Anführer der Woods. Ab der zweiten Staffel wird er merkwürdigerweise in der deutschen Synchronisation verweiblicht.
- Wildit – Wildit ist Pildits Großmutter. Gemeinsam mit ihrem Enkel Spildit und seinen Gefolgsleuten kämpft sie für die guten Träume.

### Das Land der Alpträume
- Zordrak – Zordrak war einst ein Traummacher und gehört einer Rasse von Ziegen-Echsen an. Als er anfing, sich mit schwarzer Magie und Alpträumen zu beschäftigten, beschloss der Rat der Traummacher, den Abtrünnigen zu verbannen und ihm die Lizenz eines Traummachers zu entziehen. Zordrak verwandelte sich dank seiner Magie in einen großen Drachen und besitzt seither die Fähigkeit, Lebewesen in Stein zu verwandeln. Er schwor, den Traumstein in seine Gewalt zu bringen, damit die Alpträume die Nacht beherrschen.
- Urpgor – Urpgor ist ein grünhäutiger Urpney und der Wissenschaftler von Wilding. Er steht Zordrak in allen Lagen zu Diensten. Insgeheim strebt der erfinderische Grünling die Herrschaft in Wilding an.
- Blob – Sergeant Blob ist der Oberbefehlshaber der Urpneys. Sein einziges Ziel ist die Eroberung des Traumsteins.
- Frizz – Frizz ist ein kleiner Urpney mit Brille, der stets mit seinem Kameraden Nug und mit Blob ins Land der Träume reisen muss, um den Traumstein zu stehlen.
- Nug – Nug ist der zweite von Blobs Untergebenen.
- Zarag – Zarag ist Zordraks Schwester. Zordrak hielt sie 500 Jahre in einer Flasche gefangen, bevor sie versehentlich von Nug befreit wurde. Auch sie möchte den Traumstein stehlen, jedoch nicht um ihn zu zerstören, sondern um ihn als Haarschmuck zu verwenden.

- Captain Crigg – Crigg war vor Blob der Anführer der Urpney-Armee. Er wurde zu Beginn der ersten Folge exekutiert, da er Zordraks Anweisungen in Frage stellte. Daraufhin wurde er den Frazznats vorgeworfen. Diese Szene wurde in der deutschen Ausstrahlung geschnitten.

- Frazznats  – Frazznats sind Zordraks Schosstiere, die er in der Grube ohne Wiederkehr hält. Sie sind eine Chimäre aus Schlange, Krokodi, Hummer und Venusfliegenfalle. Wenn sie mal nicht Urpneys verschlingen, geben sie sich auch mit Zuckerstangen oder anderen Süßigkeiten zufrieden. Ihr bekanntestes Opfer ist Captain Crigg.

- Astrübel – Die Astrübel oder Aggoribles sind verfestigte Albträume und Zordraks persönliche Lieblinge. Bei ihnen handelt es sich um eine Art violetten Nebel, mit leeren Augenhöhlen und scharfen Reißzähnen. Sie werden durch die Macht des Traumsteins auf Distanz gehalten.

## Synchronsprecher
| Rolle           | Deutscher Synchronsprecher (Staffel 1) | Deutscher Synchronsprecher (Staffel 2–4)                  | Englischer Synchronsprecher                              |
| --------------- | -------------------------------------- | --------------------------------------------------------- | -------------------------------------------------------- |
| Der Traummacher | Jochen Schröder                        | Eric Vaessen                                              | John Franklyn-Robbins                                    |
| Rufus           | Björn Schalla                          | Klaus-Peter Grap                                          | Stuart Lock                                              |
| Amberley        | Katja Strobel                          | Ursula Hugo                                               | Nancy Handry                                             |
| Pildit          | Reinhard Kunert                        | Barbara Ratthey                                           | Derek Wright                                             |
| Mr. Blossom     | Alexander Herzog                       | Alexander Herzog                                          | Anthony Jackson                                          |
| Zordrak         | Tilo Schmitz                           | Kurt Goldstein (2.–3. Staffel) Helmut Krauss (4. Staffel) | Gary Martin                                              |
| Blob            | Helmut Krauss                          | Axel Lutter                                               | Richard Tate                                             |
| Frizz           | Santiago Ziesmer                       | Uwe Paulsen                                               | Melvyn Hayes                                             |
| Nug             | Uwe Paulsen                            | Norbert Gescher                                           | Anthony Jackson                                          |
| Urpgor          | Lutz Mackensy                          | Santiago Ziesmer                                          | Leonard Whiting (1.–3. Staffel) Colin Marsh (4. Staffel) |
| Zarag           | Gisela Fritsch                         | Gisela Fritsch                                            | Jackie Clarke                                            |
| Erzähler        | Engelbert von Nordhausen               | Helmut Gauß                                               | unbekannt                                                |

## Veröffentlichungen
Im Jahr 2000 wurden vier Episoden auf vier VHS-Kassetten veröffentlicht. Pidax Film veröffentlichte im Jahr 2018 für jede der vier Staffeln eine DVD-Box mit jeweils 2 DVDs. Im Jahr 2022 erschien die Komplettbox mit 8 DVDs.